# Liobracon janzeni
Liobracon janzeni är en stekelart som beskrevs av Marsh 2002. Liobracon janzeni ingår i släktet Liobracon och familjen bracksteklar. Inga underarter finns listade i Catalogue of Life.